# 데니스 닐슨
데니스 앤드루 닐슨(영어: Dennis Andrew Nilsen, 1945년 11월 23일 ~ 2018년 5월 12일)는 1978년부터 1983년까지 15명을 살해한 영국 역사상 손에 꼽히는 연쇄살인범이다. 게이였던 닐슨은 영국의 제프리 다머라고 불릴 정도로 다머와 범행 동기, 피해자의 성별, 사체를 시간하는 등 비슷한 점이 많았다. 1983년 11월 4일, 올드 베일리(Old Bailey)라고 불리는 런던의 중앙형사재판소에서 여섯 건의 살인과 두건 건의 살인 미수 혐의로 최소 25년을 복역해야 하는 상대적 무기형이 선고된다. 1994년, 상대적 무기형으로 복역 중이던 닐슨은 다른 악명이 높은 연쇄살인범인 이언 브래디, 마이라 힌들리, 로버트 블랙, 피터 서트클리프, 콜린 아일랜드와 함께 영국 내무장관(Home Secretary)이 새로 제정한 양형 체제(Life imprisonment in England and Wales)로 가석방을 할 수 없는 절대적 무기형으로 상향 조정이 된다. 말년에는 최고 보안시설의 HMP 풀 서튼 교도소에 수감된다.
닐슨은 크랜리 가든(Cranley Gardens)과 머즈웰 힐(Muswell_Hill)en의 두 거주지에서 살인을 저질렀다. 피해자들을 집으로 유인하여 교살의 방식으로, 가끔은 익사를 동반하여, 살해했다. 살해 후, 수개월 동안 사체를 보관하며 씻기거나 옷을 입히는 등의 의식을 했다. 시체 처리는 해부하여 모닥불에 소각하거나, 모닥불을 피울 수 없었던 머즈웰 힐의 거주지에서는 시체 일부분을 물에 끓이거나 잘게 잘라 변기에 처리하는 방식을 사용했다.
닐슨은 체포가 되었던 런던 북부의 지역인 머즈웰 힐의 이름을 따서 머즈웰 힐 살인범(The Muswell Hill Murderer)으로 알려졌다. 그는 2018년 5월 12일, 옥사(獄死)하였다.

## 생애
1945년 11월 23일, 스코틀랜드 북동부의 북해기슭에 있는 프레이저버러(en)라는 작은 마을에서 노르웨이인 아버지 올라브 닐슨(Olav Magnus Moksheim, 후에 Nilsen으로 개명)과 스코틀랜드인 어머니 엘리자베스 와이트(Elizabeth Duthie Whyte)사이에서 2남1녀 중 둘째로 태어났다. 올라브 닐슨은 베저위붕 작전으로 노르웨이를 침공한 나치 독일의 점령을 피해 스코틀랜드로 피난을 온 노르웨이 저항 운동의 일원이었던 군인이었다.

## 같이 보기
- 제프리 다머
- 로버트 내퍼
- 스티븐 그리피스
- 연쇄살인범